# Buchberg (Kocheler Berge)
Der Buchberg ist ein teilweise bewaldeter Bergrücken, der dem Blomberg vorgelagert ist. Auf dem Bergrücken befinden sich der gleichnamige Weiler Buchberg der Gemeinde Wackersberg. Auf der Nordseite befindet sich ein Skilift.

## Topographie
Der kleine, sich etwa 3 km von Ost nach West ziehende Rücken des Buchbergs ist durch den Einschnitt, in dem sich der Stallauer Weiher befindet, vom Rest der Kocheler Berge getrennt.
Der bekannteste Nachbar ist der Blomberg. Am Buchberg entspringen der Stallauer Bach und der Siecherbach, sowie der Heubach.